# Seminario vescovile di Oppido Mamertina
Il Seminario vescovile di Oppido Mamertina è il seminario della Diocesi di Oppido Mamertina-Palmi.

## Storia
Il Seminario di Oppido Mamertina fu fondato nel 1701 dal vescovo Bisanzio Fili, che guidò la Diocesi mamertina dal 1698 al 1707.
Dopo il terremoto del 5 febbraio 1793, il Seminario fu ricostruito per volere del primo vescovo della nuova Oppido Alessandro Tommasini (1792-1818).
I successori di mons. Tommasini si impegnarono strenuamente per rendere il Pio istituto "lumen doctrinae" e "lumen vitae" secondo le intenzioni di Mons. Ferdinando Mandalari(1748-1769).
Il vescovo Francesco Maria Coppola introdusse, tra le altre discipline, lo studio della natura, mons. Michele Maria Caputo le lingue straniere e mons. Giuseppe Teta la Sacra Liturgia e la Calligrafia.
Con mons. Antonio Maria Curcio, al quale è intitolata la via antistante, il Seminario oppidese si dotò di un Osservatorio Meteorologico e di un Gabinetto di Fisica. Sotto la reggenza del Vescovo Antonio Galati, a conferma e riconoscimento dell'importante opera di formazione dei seminaristi (la diocesi di Oppido Mamertina è da secoli prolifica di vocazioni sacerdotali) e a suggello del prestigio che il Seminario raggiunse siccome fucina di cultura scientifica e umanistica per tutta la Piana di Gioia Tauro, agli inizi del novecento si fregiò della visita del Cardinale di Milano Alfredo Ildefonso Schuster, oggi Beato.
Mons. Nicola Canino (1937-1951) si prodigò ad ingrandire ed abbellire l'edificio. Costruì un'ampia ala portando la capacità recettiva della struttura ad oltre sessanta seminaristi, fece edificare un grande salone dove egli stesso amava fare catechesi a giovani ed adulti, arricchì il Seminario, la Cappella ed il salone dell'Episcopio di pregiati affreschi realizzati dal pittore di Pizzo Diego Grillo. Nel giardino interno dell'Episcopio fece costruire una suggestiva riproduzione della grotta della Madonna di Lourdes.

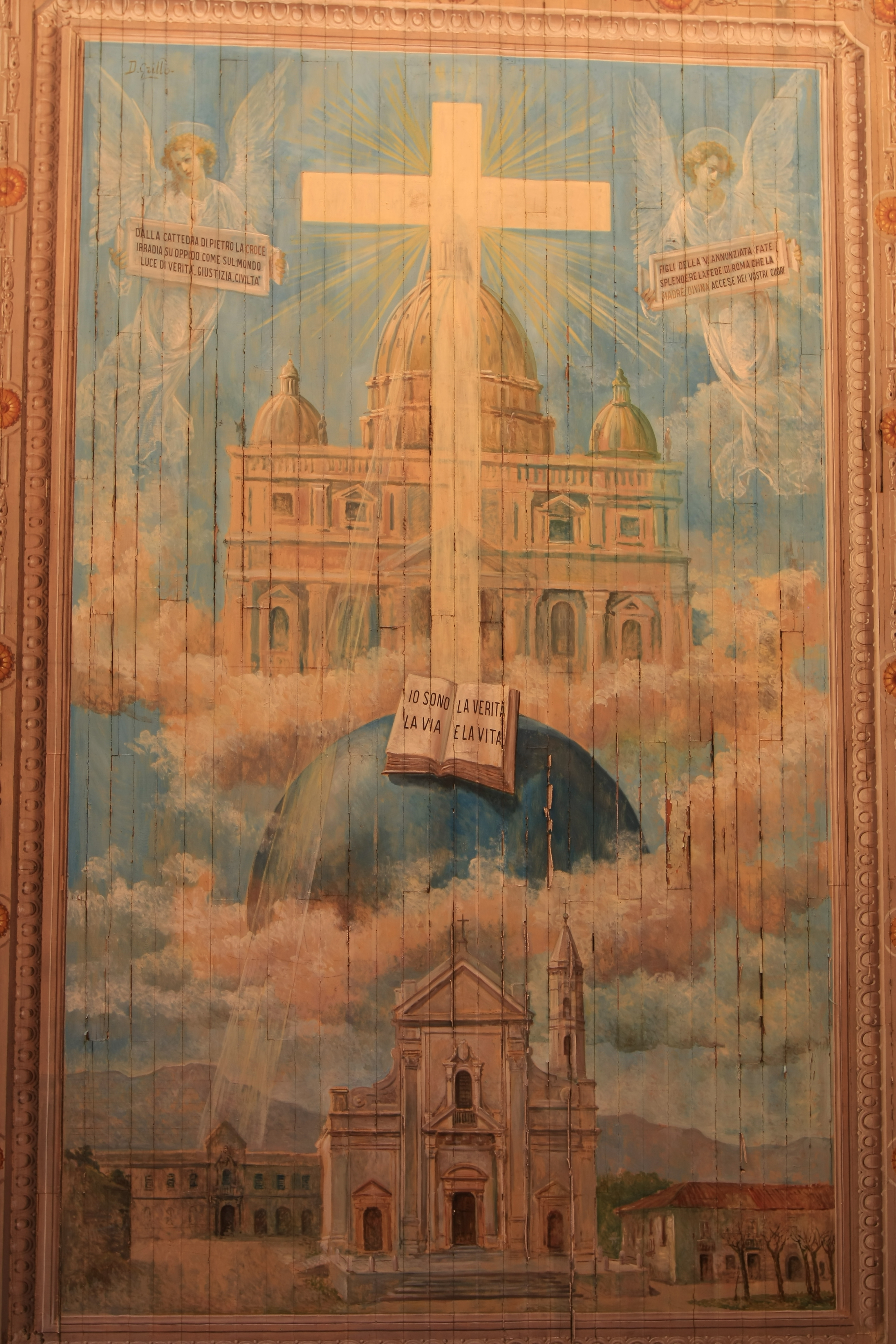
Episcopio, dipinto di Diego Grillo

Nel 2014, per volere di mons. Francesco Milito il salone dell'Episcopio è stato ristrutturato ed ha assunto il titolo di Sala Vescovile della Comunità.
Oggi il Seminario, oltre a protrarre la sua opera di formazione dei futuri sacerdoti, ospita anche il Liceo Classico "San Paolo" fondato nel 1990 da mons. Benigno Luigi Papa e divenuto "paritario" nell'anno 2001. La storia di questa scuola idealmente si riallaccia con quella del Seminario Vescovile e dell'attigua Biblioteca Diocesana che fu fondata nel 1633 dal vescovo Giovanni Battista Montano ed è la prima Biblioteca pubblica della Piana.